# 香港公民代表會議
香港公民代表會議（英語：Assembly of Citizens’ Representatives, Hong Kong，前稱香港區議員海外網絡）於2023年9月21日成立，是在2023年香港區議會選舉後，由不承認該選舉合法的香港第六屆區議會議員組成的議會機構，以承接民意及擔起連結香港人的工作。此議會由2019年11月24日選出的民選議員而組成，並根據成立宣言、截至2020年6月30日版本的區議會條例、議事規則及各會通過的動議行事，以成立一容許公民組織共同參與的平台。

## 現屆議員

### 議員列表
| 選任方式     | 所在地區 | 選區號碼 | 選區                | 肖像 | 議員   | 所屬政黨 | 所屬政黨 | 備註                                       |
| ------------ | -------- | -------- | ------------------- | ---- | ------ | -------- | -------- | ------------------------------------------ |
| 具名參與成員 | 澳洲     | A01      | 中西區-中環         |      | 許智峯 |          | 獨立     | 前民主黨成員及立法會議員                   |
| 具名參與成員 | 日本     | A10      | 中西區-石塘咀       |      | 葉錦龍 |          | 獨立     | 西環飛躍動力召集人、前民間人權陣線副召集人 |
| 具名參與成員 | 英國     | B10      | 灣仔區-跑馬地       |      | 張嘉莉 |          | 獨立     |                                            |
| 具名參與成員 | 英國     | E14      | 油尖旺區-旺角東     |      | 林兆彬 |          | 獨立     | 前社區前進成員                             |
| 具名參與成員 | 台灣     | F02      | 深水埗區 長沙灣     |      | 李文浩 |          | 獨立     | 前長沙灣社區發展力量召集人                 |
| 具名參與成員 | 英國     | F23      | 深水埗區-下白田區   |      | 甄啟榮 |          | 獨立     | 民協和經民聯前成員                         |
| 具名參與成員 |          | H13      | 黃大仙區-翠竹及鵬程 |      | 尤漢邦 |          | 獨立     |                                            |
| 具名參與成員 | 台灣     | K16      | 荃灣區-象石         |      | 賴文輝 |          | 獨立     | 前民主黨成員                               |
| 具名參與成員 |          | L10      | 屯門區-興澤         |      | 曾振興 |          | 獨立     | 前屯門社區網絡成員                         |
| 具名參與成員 | 蘇格蘭   | L13      | 屯門區-三聖         |      | 巫堃泰 |          | 獨立     | The Hong Kong Scots成員                    |
| 具名參與成員 | 台灣     | M06      | 元朗區-水邊         |      | 黎國泳 |          | 獨立     | 前朱凱迪新西團隊成員                       |
| 具名參與成員 |          | Q04      | 西貢區-坑口東       |      | 李賢浩 |          | 獨立     | 將軍澳民生關注組前成員、區政聯盟前成員     |
| 具名參與成員 | 英國     | R10      | 沙田區-乙泉         |      | 丘文俊 |          | 獨立     | 前沙田區政成員                             |
| 具名參與成員 |          | R18      | 沙田區-田心         |      |        |          | 獨立     | 前沙田區政執委                             |
| 具名參與成員 | 英國     | S03      | 葵青區-葵盛東邨     |      | 周偉雄 |          | 獨立     | 街坊工友服務處前成員                       |
| 具名參與成員 | 蘇格蘭   | S28      | 葵青區-青衣南       |      | 郭子健 |          | 獨立     | The Hong Kong Scots成員                    |

## 相關事件

### 政府點名會議成為「境外反華組織」
在2024年2月的香港基本法23條立法諮詢程序後，特區政府向立法會發表的諮詢意見分析中，點名9個「境外反華組織」，包括國際特赦組織、香港監察、前線衛士、香港法治監察、瑞慈人權合作中心、香港人權資訊中心、香港公民代表會議、香港自由委員會基金會、香港民主委員會。
前稱為「香港區議員海外網絡」的「香港公民代表會議」向《光傳媒》表示，該會由2019年區議會選舉當選的區議員組成，雖然身處海外，但成員均由香港巿民以一人一票民主方式選出，該會認為港府把23條諮詢部分意見提交者列為「反華組織」，目的是要為所有「仍在海外反對他們破壞香港的人，貼上一個『反中』標籤」，並以法律恐嚇海外港人停止支持民主運動。
諮詢文件提及一些本地組織由香港移師到境外，並在境外成立破壞性的「影子組織」，該會認為自己不屬「影子組織」，惟指出港府在沒有憑據下，隨意影射或指控何形式的公民組織為「影子組織」或「境外反華組織」，是漠視法治及公民權利，干擾公民交流及結社，影響香港的國際地位

### 民主派初選47人案判刑
2024年11月19日，民主派初選47人案判刑，45人被判監4年2個月至10年不等。28名身在海外的民主派前區議員發表聯署聲明，批評判刑破壞了香港的人權和法治。

## 外部連結
- 香港公民代表會議 Facebook Page （页面存档备份，存于）
- 香港公民代表會議網站 （页面存档备份，存于）